# Římskokatolická farnost Lipolec
Římskokatolická farnost Lipolec je územní společenství římských katolíků v rámci telčského děkanství brněnské diecéze s farním kostelem svatého Lamberta.

## Historie farnosti
První písemné zmínky o obci jsou v historických pramenech z roku 1390 (některé zdroje uvádějí rok 1399, kdy je zde uváděna fara.

## Duchovní správci
Administrátorem excurrendo byl od 1. září 2013 P. Mgr. Norbert Jaroslav Žuška, OCarm. Toho od 1. září 2016 vystřídal P. Mgr. Melichar Jozef Markusek, OCarm. Dne 1. července 2021 se stal administrátorem farnosti P. Václav Brož, OCarm.

## Bohoslužby
| Kostel           | Místo      | Bohoslužba (den) | Hodina      | Poznámka        |
| ---------------- | ---------- | ---------------- | ----------- | --------------- |
| svatého Lamberta | Lipolec    | neděle středa    | 11.00 16.30 | farní kostel    |
| svatého Linharta | Lidéřovice |                  |             | filiální kostel |

## Aktivity ve farnosti
Dnem vzájemných modliteb farností za bohoslovce a bohoslovců za farnosti brněnské diecéze je 3. listopad. Adorační den připadá na 11. ledna.
Ve farnosti se pravidelně koná tříkrálová sbírka. V roce 2017 činil její výtěžek na Dačicku 298 561 korun.